# شوق‌افزا سلطان
شوق‌افزا سلطان (حدود ۱۸۲۵ – ۱۷ سپتامبر ۱۸۸۹) همسر عبدالمجید دوم و مادر سلطان مراد پنجم بود.